# Lycastris griseipennis
Lycastris griseipennis är en tvåvingeart som beskrevs av Ernest F. Coe 1964. Lycastris griseipennis ingår i släktet Lycastris och familjen blomflugor. Inga underarter finns listade i Catalogue of Life.